# Ludger Klimek
Ludger Klimek (* 8. November 1964 in Bottrop) ist ein deutscher Mediziner, Sachbuchautor, Hochschullehrer und Publizist.

## Leben
Nach dem Abitur am Heinrich-Heine-Gymnasium in Bottrop immatrikulierte sich Ludger Klimek an der Rheinisch-Westfälischen Technischen Hochschule Aachen, schloss im Jahr 1993 das Studium der Medizin mit der Dissertation Computerunterstützte endonasale Chirurgie und promovierte zum Doktor der Medizin (Dr. med.). Während des Studiums bildete er sich von Februar bis Oktober 1988  als Stipendiat am Institute for Immunology der University of New South Wales in Sydney und von September 1990 bis März 1991 als Extern an der Tulane University in New Orleans (Louisiana) fort.
Im Jahr 1998 habilitierte er sich mit der Habilitationsschrift Die allergische Rhinitis – Neue Aspekte in Pathophysiologie, Diagnostik und Therapie  zum Professor an der Johannes Gutenberg-Universität Mainz. Die mehrjährige Weiterbildung in der Hals-Nasen-Ohren-Heilkunde schloss er bei der örtlich zuständigen Landesärztekammer als HNO-Facharzt und mit den Zusatzbezeichnungen Allergologie, Umweltmedizin und Plastische Operationen ab.
Während des Studiums war er 1987–1992 als Wissenschaftlicher Mitarbeiter im Forschungslabor der Klinik für HNO-Heilkunde und Plastische Kopf- und Halschirurgie der RWTH Aachen und anschließend in den Jahren 1992–1999 als Wissenschaftlicher Mitarbeiter und Oberarzt an der HNO-Universitätsklinik der Johannes Gutenberg-Universität in Mainz tätig. Danach wurde er Leiter des Zentrums für Rhinologie und Allergologie in Wiesbaden und Inhaber der Professur für Spezielle Rhinologie, Allergologie und Umweltmedizin der Medizinischen Fakultät Mannheim an der Ruprecht-Karls-Universität Heidelberg. Seit dem Jahr 2010 wirkt er als Belegarzt der Main-Taunus-Privatklinik in Bad Soden am Taunus.

## Schriften (Auswahl)

### Bücher
- Computerunterstützte endonasale Chirurgie. Dissertation, RWTH Aachen, Aachen 1993.
- mit Petr Benes: Allergologie und Umweltmedizin. Einführung in Diagnostik und Therapie der Erkrankungen des oberen Respirationstraktes. Mit 14 Tabellen Schattauer Verlag, Stuttgart 1997, ISBN 3-7945-1756-3.
- Die allergische Rhinitis. Neue Aspekte in Pathophysiologie, Diagnostik und Therapie. Habilitationsschrift, Universität Mainz, Mainz 1998.
- mit Jürgen Knop, Wolf Mann, Joachim Saloga u. a.: Allergische Rhinitis. Einführung in Diagnostik und Therapie. Mit 25 Tabellen. Schattauer Verlag, Stuttgart 1998, ISBN 3-7945-1832-2.
- Spezifische Immuntherapie – Hyposensibilisierung. Interdisziplinäre Aspekte in der Behandlung allergischen Erkrankungen der oberen Atemwege. Thieme Verlagsgruppe, Stuttgart 1999, ISBN 3-13-112081-9.
- mit Alexander Kapp, Thomas Werfel: Allergische Entzündungen. Zur Pathophysiologie, Diagnostik und Therapie. Thieme Verlagsgruppe, Stuttgart 2002, ISBN 3-13-129851-0.
- mit Joachim Salonga, Roland Buhl, Jürgen Knop: Allergologie – Handbuch. Grundlagen und klinische Praxis. Schattauer Verlag, Stuttgart 2005, ISBN 3-7945-1972-8.
- mit Oliver Pfaar, Ernst Rietschel, Ulrich Wahn: Allergologie bei Kindern und Jugendlichen. Schattauer Verlag, Stuttgart 2011, ISBN 978-3-7945-2728-1.
- mit Joachim Saloga, Peter Angerer, Roland Buhl, Wolf Mann, Jürgen Knop, Stephan Grabbe: Allergie Handbuch. Grundlagen und klinische Praxis. Mit 189 Tabellen und 15 Handouts zum Download. Schattauer Verlag, Stuttgart 2012, ISBN 978-3-7945-2729-8.
- als Hrsg.: Allergien bei Kindern und Jugendlichen. Grundlagen und klinische Praxis. Mit 80 Tabellen und 8 Handouts zum Download. Schattauer Verlag, Stuttgart 2014, ISBN 978-3-7945-2728-1.

### Publikationen
- Themenheft 14/15: Spezifische Immuntherapie (Hyposensibilisierung). In: Wiener Medizinische Wochenschrift. 149/1999, Wien 1999, S. 394–451.
- mit Bertram Moll, Gerd Kobal: Riech- und Schmeckvermögen im Alter. In: Deutsches Ärzteblatt, 97 (14) 2000, S. 911–918.
- mit Claus Bachert: Aktuelle Aspekte er nasalen Glukokortikosteroidtherapie. In: HNO. 48/2000, S. 544–555.
- mit Ingo Böttcher: Weder Allergie noch ASS-Intoleranz. Rhinitis nach Alkohol – Histamin lässt grüßen. (PDF) In: HNO. 56/2008, S. 776–783.
- mit Oliver Pfaar: ASS-Intoleranz-Syndrom. Wie häufig sind Morbus Widal und Morbus Samter, und was ist zu tun? (PDF) In: The Medical Journal. (TMJ) 2/2009.
- Allergieschock – Anaphylaxie. Erstmassnahmen und Konsequenzen. (PDF) In: Ars Medici. 12/2009, S. 497–501, Rosenfluh, Neuhausen am Rheinfall.
- (Mitautor:) Rhinosinusitis – Langfassung. Leitlinie der Deutschen Gesellschaft für Hals-Ohren-Heilkunde, Kopf- und Hals-Chirurgie. (Memento vom 26. Juli 2011 im Internet Archive) (PDF) In: AWMF online. 3/2011.
- Anaphylaxien – Leben retten mit Adrenalin. In: Media Planet. März 6/2012, S. 6–7.

## Auszeichnungen
- 1997: (mit Dieter Koller): Dr.-Karl-Heyer-Förderpreis der Gesellschaft für Allergieforschung für Das Riechvermögen bei der allergischen Rhinitis.[2]